# IEEE 802.11r
Le standard Wi-Fi IEEE 802.11r, connu également sous le nom Fast Basic Service Set Transition (transition rapide de jeu de services élémentaires), abrégé en FT, est un amendement du standard IEEE 802.11 qui a été publié par l'organisme professionnel IEEE (Institute of Electrical and Electronics Engineers) le 15 juillet 2008. Le standard IEEE 802.11 (Wi-Fi) permet à un appareil sans fil qui se déplace de rester connecté, le standard 802.11r propose des améliorations qui permettent à cet appareil de basculer plus rapidement et de façon plus fluide d'un point d'accès au suivant.

## Justification de l'amendement
Étant donné que la portée du Wi-Fi ne dépasse pas quelques dizaines de mètres, si un équipement connecté au Wi-Fi (PC, smartphone...) doit se déplacer, il lui faut se connecter à une nouvelle borne. Ce principe de basculement, ou de donner la main (handover) à un nouveau point d'accès, est déjà pris en charge dans les standards IEEE 802.11 préexistants. Le principe des basculements ne change pas fondamentalement, dans les deux cas c'est à l'appareil connecté de décider quand et vers quel point d'accès basculer.
Aux débuts du standard Wi-Fi, changer de point d'accès ne nécessitait que l'échange de quatre messages avec un nouveau point d'accèsl (cinq en comptant le message « au revoir » optionnel que le client pouvait envoyer au point d'accès précédent). Au fil de l'évolution des standards, des fonctionnalités supplémentaires ont été ajoutées, comme l'authentification 802.11i (WPA2) auprès d'un serveur d'authentification centralisé en 802.1X, ou comme 802.11e, un mécanisme de réservation de ressources qui rappelle le protocole Resource Reservation Protocol. Ces protocoles augmentent le nombre de messages à échanger. Pendant ce temps, les échanges de l'appareil mobile, et en particulier les appels vocaux éventuels, sont interrompus, et l'utilisateur expérimente une coupure pouvant atteindre plusieurs secondes.
802.11r a été lancé pour essayer d'alléger le fardeau supplémentaire imposé par la sécurité et la qualité de service lors des basculements et revenir à l'échange originel de quatre messages. Les problèmes de basculement ne sont pas éliminés, mais ramenés à une situation similaire à celle qui existerait sur un Wi-Fi sans couche de sécurité. Cet amendement a été conçu pour faciliter la voix sur IP au moyen de téléphones sans fil fonctionnant en Wi-Fi. En effet, des dispositifs de VoIP avaient été placés sur un réseau local différent avec une authentification plus faible (de type WEP) afin de rendre toujours fonctionnelles les communications en passant d'un point d'accès à un autre. Avec le nouveau mécanisme, le retard sera de 50 millisecondes au maximum.

## Mécanisme
Un des apports du 802.11r est l'absence de négociation d'une nouvelle clé maître, prévue par 802.1X, lors de la connexion à un nouveau point d'accès : cet échange n'est plus utile puisque les deux points d'accès appartiennent au même domaine.
Le protocole de négociation dans 802.11i précise que, lorsque l'authentification s'appuie sur 802.1X, le client doit renégocier sa clé avec le serveur d'authentification centralisée (RADIUS ou un autre serveur prenant en charge Extensible Authentication Protocol) à chaque basculement, ce qui prend beaucoup de temps. La solution est, après la première authentification, de transférer les clés d'un points d'accès à l'autre, pour être stockées en cache, ce qui permet un nombre raisonnable de connexions ultérieures s'appuyant sur cette clef, sans avoir à relancer une procédure d'authentification telle que 802.1X. 

### Échange de clés
Sans 802.11r, la transition passe par six étapes :
1. Balayage : le client identifie d'autres points d'accès voisins.
2. Échange des messages d'authentification 802.11 avec le nouveau point d'accès : envoyés d'abord par le client, puis par le point d'accès.
3. Échange de messages de réassociation pour établir la connexion avec le nouveau point d'accès. À ce point, dans le cadre de 802.1X, le point d'accès et la station sont connectés, mais n'ont pas le droit d'échanger de trames, car ils n'ont pas encore de clés.
4. Négociation de la clé maître 802.1X
5. Dérivation de clé : échange de clés de session pour créer une clé de chiffrement unique propre à l'association à partir de la clé maître établie à l'étape précédente.
6. contrôle d'admission de qualité de service pour rétablir les flux de qualité de service

Dans le cas de la transition rapide, ce sont les mêmes opérations, sauf en ce qui concerne la négociation 802.1X. On fait circuler les échanges de dérivation de clé et de qualité de service au sein des messages d'authentification 802.11 et de réassociation.

### Autres apports
Le 802.11r apporte également des mécanismes de QoS, comme la prioritisation de paquets.

### Source
- (en) Cet article est partiellement ou en totalité issu de l’article de Wikipédia en anglais intitulé « IEEE 802.11r-2008 » (voir la liste des auteurs).